# Mohammad-Reza Ali-Zamani
Mohammad-Reza Ali-Zamani (1972 – 28 gennaio 2010) è stato un attivista iraniano, giustiziato dalle autorità iraniane per il suo sostegno al pensiero monarchico.
Sceso in piazza durante le proteste post-elettorali, viene arrestato e nell'agosto 2009 (processato con un centinaio di altri manifestanti) condannato a morte dal Tribunale rivoluzionario di Teheran.
Zamani è stato condannato con l'accusa di "moharebeh" (in guerra contro Dio) e per le sue posizioni filo-monarchiche. Venne inoltre riconosciuto colpevole di aver insultato i valori religiosi e aver avallato propaganda contro il governo.
Contro la condanna a morte si espresse Amnesty International.